# Nônia Celsa
Nônia Celsa foi uma imperatriz-consorte romana, esposa do imperador Macrino, que governou por um breve período entre 217 e 218. Ela era a mãe de Diadumeniano, que nasceu em 208. 

## História
A única evidência de sua existência é uma carta supostamente escrita por Macrino para a esposa depois de sua ascensão ao trono. Na primeira linha se lê: "Opélio Macrino para sua esposa Nônia Celsa. A boa sorte que tivemos, querida esposa, é incalculável.".
A carta pode ser encontrada na biografia de Diadumeniano incluída na coleção chamada de Historia Augusta. Porém, estes "documentos" são geralmente considerados como invenções do livro e os seus biógrafos são também famosos por inventar pessoas ou histórias sobre elas. Sem nenhuma outra evidência sobre sua existência, Nônia Celsa permanece sendo uma figura altamente duvidosa.